# Pua novaezealandiae
Pua novaezealandiae is een spinnensoort in de taxonomische indeling van de Anapidae.
Het dier behoort tot het geslacht Pua. De wetenschappelijke naam van de soort werd voor het eerst geldig gepubliceerd in 1959 door Raymond Robert Forster.